# Joy Harjo
Joy Harjo, née Joy Foster le 9 mai 1951 à Tulsa, dans l'Oklahoma (États-Unis), est une poète, auteure pour enfant, scénariste, dramaturge, anthologiste, saxophoniste, chanteuse, compositrice et professeure d'université américaine, d'ascendance amérindienne et de culture creek. En 2019, elle est élue chancelière de l'Academy of American Poets et la même année, nommée 23e poète lauréat des États-Unis, mandat qui est renouvelé deux fois pour se terminer en 2022.
Joy Harjo est avec Louise Erdrich une des figures majeures du courant littéraire dit de la Renaissance amérindienne.
L'œuvre littéraire de Joy Harjo s'inspire des récits des Amérindiens et de leurs symboles, qu'elle utilise également pour s'exprimer sur le féminisme et la justice sociale.

## Biographie

### Jeunesse et formation

#### Une famille Creek illustre
Joy Foster est l'aînée des quatre enfants d'Allen Foster et de Wynema Baker Foster. Sa mère est d'ascendance à la fois cherokee, irlandaise et française, et son père est issu de la nation creek, dite aussi muscogee. Sa famille paternelle descend de plusieurs chefs Creeks, dont le chef Menawa qui a conduit la Guerre Creek, dite également guerre des Red Sticks, contre les armées américaines dirigées par Andrew Jackson,. 
En 1970, Joy Foster prend pour nom de famille Joy Harjo en hommage à sa grand mère paternelle Naomi Harjo et devient membre de la tribu Muscogee. 

#### De la médecine à la littérature
À l'âge de seize ans, elle entre à l'Institute of American Indian Arts (en) de Santa Fé (Nouveau Mexique) pour y effectuer la suite de ses études secondaires car elle désire y étudier la peinture et le théâtre. Alors qu'elle travaille épisodiquement au St. Vincent hospital de Santa Fe (en), elle ressent une profonde connexion avec les malades et les blessés dont elle s'occupe et décide de devenir médecin. Pour ce faire, elle s'inscrit à l'université du Nouveau-Mexique d'Albuquerque, mais après quelque temps, déçue par la froide impersonnalité des cours et le rejet des médecines traditionnelles, elle s'oriente vers les beaux-arts. De nombreux membres de sa famille étaient artistes et elle-même rêvait d'être peintre étant enfant. Cependant, en 1972, au cours d'une soirée, elle rencontre des écrivains amérindiens qui vont changer le cours de sa vie et prend cette fois pour spécialisation l'écriture créative. 
Elle obtient son Bachelor of Arts (licence) en 1976, et poursuivant ses intérêts interdisciplinaires, soutient avec succès son Master of Fine Arts (mastère 2) à l'université de l'Iowa en 1978. En 1982, elle suit également un cursus non diplômant en réalisation de films à l'Anthropology Film Center de Santa Fe,,,,.

### Carrière

#### Carrière littéraire
Joy Harjo commence à écrire des poèmes dès l'âge de vingt deux ans et publie un premier recueil de neuf d'entre eux, The Last Song, en 1975. En 1980 sort ensuite What Moon Drove Me to This ?, suivi en 1982 par She Had Some Horses, ouvrage où elle expose l'oppression des femmes, leur spiritualité et l’avènement de leur réveil.

#### Carrière universitaire
Après avoir obtenu son Master of Fine Arts à l'université de l'Iowa en 1978, Joy Harjo retourne à Santa Fe et travaille comme professeur à l'Institute of American Indian Arts (en) de 1978 à 1979 et de 1983 à 1984, mais également comme conférencière à l'Université de l'Arizona de 1980 à 1981. De 1983 à 1984, en plus de son travail à l'Institute of American Indian Arts, elle enseigne aussi au Santa Fe Community College (en).
Après cette série de nominations d'un an, elle obtient des postes à temps plein en tant que professeur adjoint à l'université du Colorado de 1985 à 1988, professeur associé à l'université de l'Arizona de 1988 à 1990, professeur titulaire d'écriture créative à l'université du Nouveau-Mexique de 1991 à 1995, professeur de littérature anglaise et d’études amérindiennes à l'université de l'Illinois à Urbana-Champaign de 2013 à 2016, et toujours en 2016, rejoint la faculté de l'université du Tennessee.
Joy Harjo est également chancelière de l'Academy of American Poets, première artiste en résidence du Bob Dylan Center (en) de Tulsa, et présidente du conseil d'administration de la Native Arts and Cultures Foundation (en).

#### Carrière musicale
En plus d'être le 23e poète lauréat des États-Unis, Joy Harjo est ėgalement une musicienne accomplie qui mêle le chant, le spoken word, le saxophone et les flûtes amérindiennes dans une combinaison bigarrée de divers styles musicaux.
En solo ou avec des musiciens qu'elle appelle l'Arrow Dynamics Band, elle s'est produite en Europe, en Amérique du Sud, en Inde et en Afrique, ainsi que sur diverses scènes nord-américaines, notamment au Festival de musique folklorique de Vancouver (en), à l'Olympiade culturelle des Jeux olympiques d'été de 1996 à Atlanta, aux Jeux olympiques de 2010 à Vancouver, au Festival international de poésie de Medellin (en) en Colombie, à la bibliothèque du Congrès des États-Unis à Washington, ainsi que dans la série télévisée américaine Def Poetry Jam (en),.
Depuis son premier album, Letter From the End of the Twentieth Century (1997) — un classique du spoken word —, et son album solo de 2004, Native Joy for Real, elle a reçu de nombreux prix et distinctions pour sa musique, notamment un First Americans in the Arts award (en), un American Indian Film Festival award (en), ainsi que le prestigieux Native American Music Award (en) de la meilleure artiste féminine de l'année pour son album Winding Through the Milky Way, sorti en 2008.
Dans son album de 2021, I Pray For My Enemies, Joy Harjo collabore avec de nombreux musiciens, notamment Peter Buck de R.E.M., Krist Novoselic de Nirvana, Mike McCready de Pearl Jam et le virtuose du oud Rahim Alhaj.

### Vie personnelle
En 1968, Joy Harjo rencontre Phil Wilmon avec qui elle a un fils en 1969, Phil Jr., alors que tous deux ne sont encore que de jeunes étudiants à l'Institute of American Indian Arts. Le couple se sépare en 1971 et la jeune mère rencontre le poète Simon J. Ortiz (en) d'ascendance pueblo avec qui elle a une fille en 1973, Rainy Dawn. Leur relation ne dure guère en raison des problèmes d'alcoolisme d'Ortiz et celle qui n'est toujours qu'une étudiante élèvera seule ses deux enfants, accumulant les petits boulots précaires pour subsister.
Joy Harjo est aujourd'hui mariée à Owen Chopoksa Sapulpa et le couple vit à Tulsa.

## Œuvres

### Littérature
- The Last Song, Las Cruces, Nouveau Mexique, Puerto Del Sol, 1975, 15 p. (OCLC 2543944),
- What Moon Drove Me to This?, Reed Cannon & Johnson Pub, 28 septembre 1979, 68 p. (ISBN 9780918408167),
- She Had Some Horses, New York, Thunder's Mouth Press, 1982, rééd. 2005, 96 p. (ISBN 978-1-56025-830-8, lire en ligne),
- Secrets from the Center of the World  (photogr. Stephen E. Strom), University of Arizona Press, 1er juillet 1989, 80 p. (ISBN 9780816511136, lire en ligne),
- In Mad Love and War, Wesleyan University Press, 1990, rééd. 2019, 67 p. (ISBN 978-0-8195-1182-9, lire en ligne),
- The Woman Who Fell from the Sky : Poems, New York, W. W. Norton Company, 1994, rééd. 1996, 92 p. (ISBN 978-0-393-31362-8, lire en ligne),
- The Spiral of Memory : interviews, University of Michigan Press, 1995, 152 p. (ISBN 978-0-472-06581-3),
- Rescue of the missing buffalo, SRA Macmillan/McGraw-Hill, 1995, 16 p. (ISBN 9780026862523),
- Reinventing the Enemy's Language : Contemporary Native Women's Writings of North America, W. W. Norton Company, 1997, rééd. 1998, 576 p. (ISBN 978-0-393-31828-9),
- A Map to the Next World : Poems and Tales, New York, W.W. Norton & Co. (réimpr. 2001) (1re éd. 2000), 148 p. (ISBN 978-0-393-32096-1, lire en ligne),
- The Good Luck Cat  (ill. Paul Lee), Harcourt Brace, 1er avril 2000, 32 p. (ISBN 978-0-15-232197-0),
- How We Became Human : New and Selected Poems 1975-2002, New York, W. W. Norton Company, 2002, rééd. 2004, 242 p. (ISBN 978-0-393-32534-8, lire en ligne),
- For a Girl Becoming  (ill. Mercedes McDonald), University of Arizona Press, 15 octobre 2009, 63 p. (ISBN 978-0-8165-2797-7, lire en ligne),
- Joy Harjo et Tanaya Winder, Soul Talk, Song Language : Conversations with Joy Harjo, Wesleyan University Press, 2011, 164 p. (ISBN 978-0-8195-7150-2),
- Crazy Brave : A Memoir, New York, W. W. Norton Company (réimpr. 2013, 2019, 2020) (1re éd. 2012), 182 p. (ISBN 9780393073461, OCLC 916002245, lire en ligne),
- Conflict Resolution for Holy Beings : Poems, W. W. Norton Company, 2015, rééd. 2017, 160 p. (ISBN 978-0-393-35363-1),
- Joy Harjo, Rita Dove et Sandra Cisneros, The Best of Cutthroat, Cutthroat, a Journal of the Arts, 1er mars 2016, 272 p. (ISBN 9780979563492),
- Wings of night sky, wings of morning light : A Play by Joy Harjo and a Circle of Responses, Wesleyan University Press, 2019, 110 p. (ISBN 978-0-8195-7866-2),
- An American Sunrise : Poems, New York, W. W. Norton Company (réimpr. 2020, 2022) (1re éd. 2019), 144 p. (ISBN 9781324003861, OCLC 1137846111),
- Joy Harjo, Anne Waldman et Doris Kareva, From the Ancestors : Poems and Prayers for Future Generations, Independently Published, 9 octobre 2020, 118 p. (ISBN 9798693117976),
- Poet Warrior : A Memoir, W. W. Norton Company, 7 septembre 2021, 240 p. (ISBN 9780393248524),

### Traductions françaises
- Carte pour le monde à venir [« A Map to the Next World »] [« Carte pour le monde à venir »]  (trad. de l'anglais américain par Christel Visé), L'arbre à paroles, 2019, 183 p. (ISBN 978-2-87406-685-6),
- Crazy brave : le chant de mes combats [« Crazy Brave : a Memoir »]  (trad. de l'anglais américain par Nelcya Delanoë, Joëlle Rostkowski), Paris, Globe, 2020, 165 p. (ISBN 978-2-21130-665-2, OCLC 1140941076),
- L'aube américaine : poèmes [« An American Sunrise, poems »]  (trad. de l'anglais américain par Héloïse Esquié), Paris, Globe, 2021, 281 p. (ISBN 978-2-211-30953-0, OCLC 1259452918),
- Poet warrior  (trad. de l'anglais), Paris/14-Condé-en-Normandie, Globe, 2022, 224 p. (ISBN 978-2-38361-115-8),

### Directrice de publication
- Joy Harjo (dir.), Ploughshares : Poems and Stories, Boston, Massachusetts, Emerson College, 2004, 216 p. (ISBN 9780933277427, ISSN 0048-4474, OCLC 1036794869, lire en ligne),

### Discographie
- 1997 : Letter from the End of the 20th Century, label : Silver Wave,
- 2004 : Native Joy for Real, label : Mekko Records,
- 2006 : She had some Horses,  label : Mekko Records,
- 2007 : Talking with the Sun : A 'This I Believe' Essay, Macmillan Audio, 3 octobre 2007, ASIN : B000WS9Z60
- 2008 : Winding Through the Milky Way, label : Fast Horse,
- 2010 : Red Dreams, Trail beyond Tears,  label : Mekko Records,
- 2021 : I Pray For My Enemies, label : Label Exclusive,

## Prix et distinctions
- 1977 : boursière du National Endowment for the Arts[16],
- 1991 : lauréate du Josephine Miles Book Award décerné par le PEN Oakland (en)[17],
- 2013 : lauréate de l'American Book Award, décerné par la Before Columbus Foundation (en) pour son livre Crazy Brave[18],
- 2014 : boursière de la Fondation John-Simon Guggenheim[19],
- 2015 : lauréate du Wallace Stevens Award, décerné par l'Academy of American Poets,
- 2016 : lauréate du Griffin Poetry Prize (en), décerné par le Griffin Trust For Excellence In Poetry, pour son recueil de poèmes Conflict Resolution for Holy Beings[20],
- 2017 : lauréate du Ruth Lilly Poetry Prize (en), décerné par la Poetry Foundation[21],
- 2019 : élection au poste de chancelière de l'Academy of American Poets[22],[23],
- 2019 : nomination par la Bibliothèque du Congrès au mandat de poète lauréat des États-Unis, faisant d'elle la première Amérindienne à obtenir ce poste prestigieux[24]. Son mandat sera reconduit par deux fois pour se terminer en 2022[25],
- 2020 : reconduction de son mandat de poète lauréat des États-Unis[26],[27],[28],
- 2021 : cérémonie d'admission au National Women's Hall of Fame[29].
- 2021 : lancement de la mission spatiale Lucy  à destination des astéroïdes troyens de Jupiter, intégrant une capsule temporelle contenant une plaque où sont gravées plusieurs messages à destination de nos descendants qui, dans un avenir lointain, retrouveraient Lucy flottant dans le Système solaire. Parmi ces messages figurent des extraits du poème Remember de Joy Harjo[5],[6],[8].
- 2022 : L'astéroïde (43574) 2001 FU192 est nommé (43574) Joyharjo[30].

Désignation de Joy Harjo en tant que poète lauréat des États-Unis (2019)
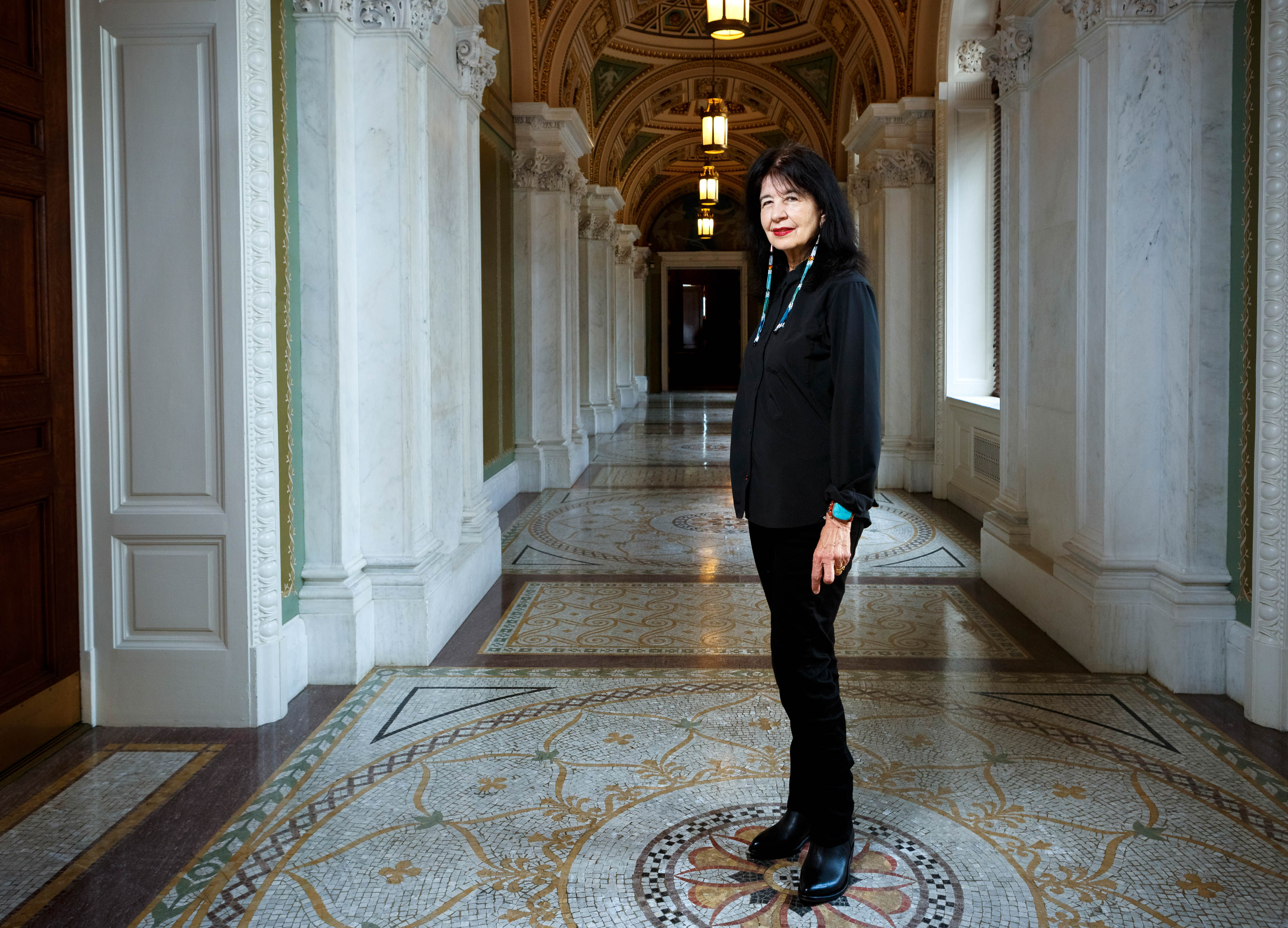
Joy Harjo à la bibliothèque du Congrès des États-Unis le jour de sa désignation.
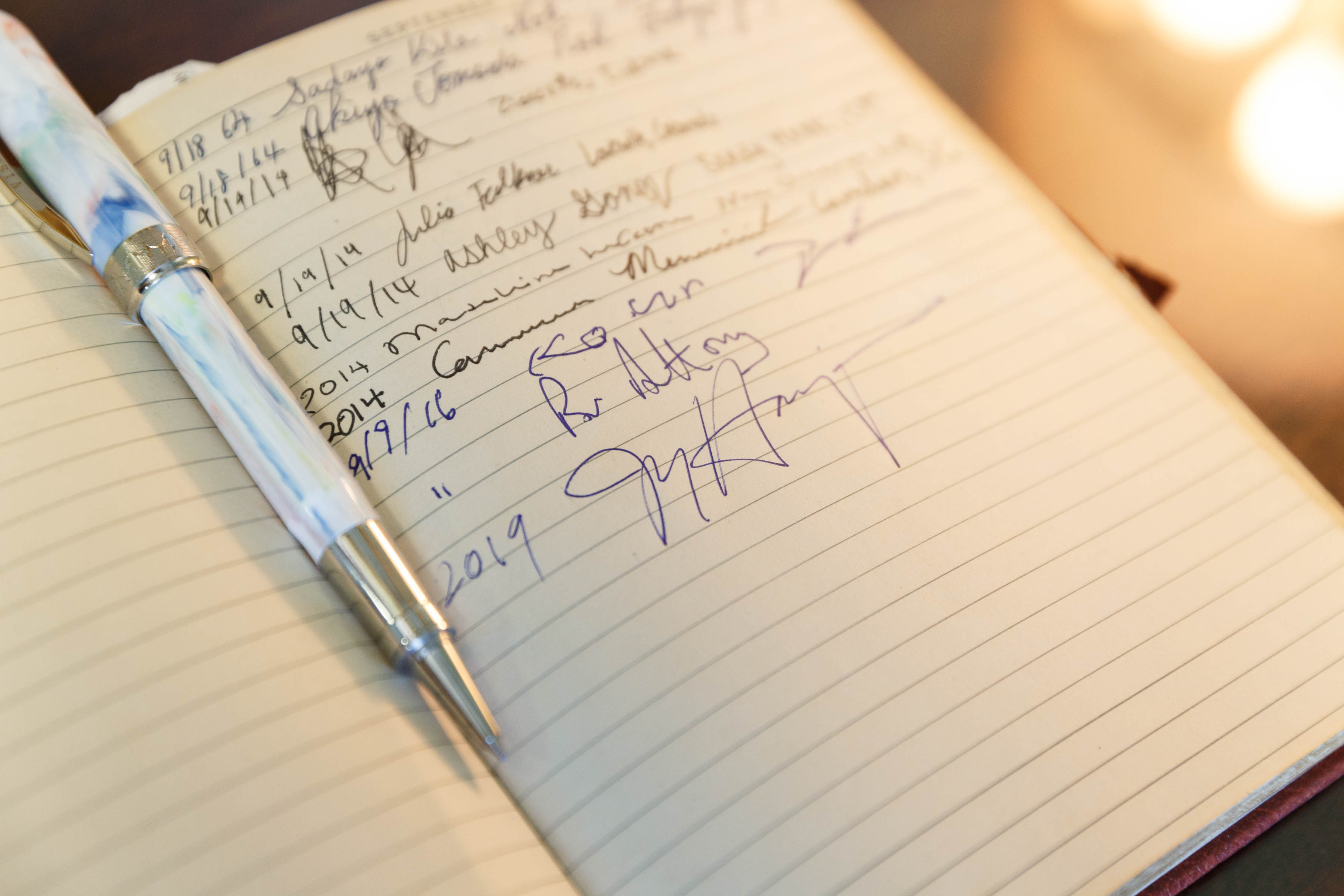
Joy Harjo a signé le livre d'or du Centre de poésie et de littérature de la bibliothèque du congrès en tant que 23e poète lauréat.
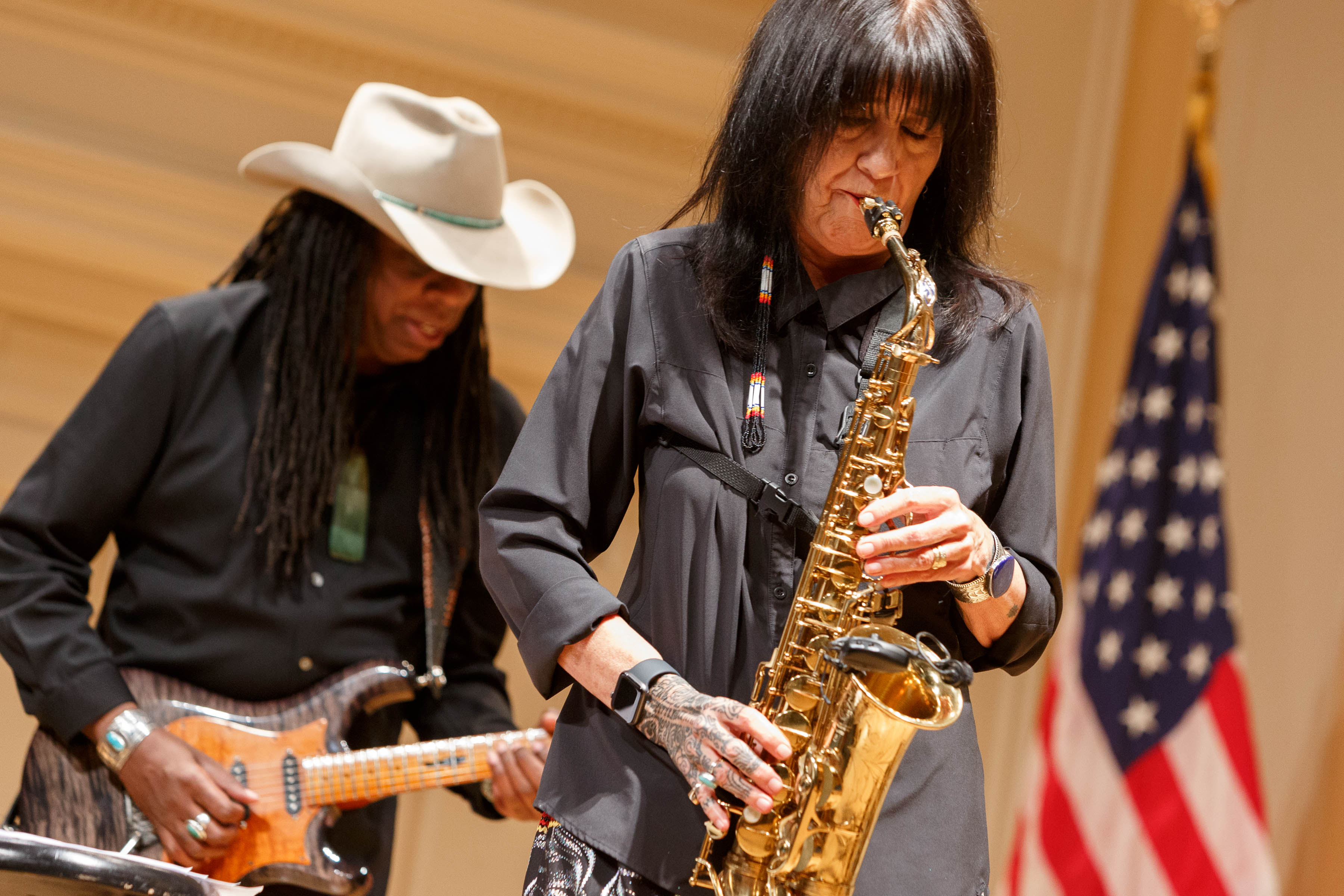
Joy Harjo se produit avec son groupe au cours du même évènement.

## Pour approfondir

#### Notices dans des encyclopédies et manuels de référence
- (en-US) Laura Coltelli, Winged Words : American Indian Writers Speak, Lincoln,  Nebraska, University of Nebraska Press, coll. « American Indian Lives » (réimpr. 1992) (1re éd. 1990), 211 p. (ISBN 9780803263512, OCLC 1035690581, lire en ligne), p. 54-68,
- (en-US) William Victor Balassi (dir.), John F. Crawford et Annie O. Eysturoy, This Is About Vision : Interviews with Southwestern Writers, Albuquerque, Nouveau Mexique, University of New Mexico Press, coll. « New America studies in the American West », 1990, 209 p. (ISBN 9780826311870, OCLC 1151430180, lire en ligne), p. 170-179,
- (en-US) Jeffery H. Chapman, Christopher Giroux, Janet Witalec (dir.), Native North American Literature, Volume 25, New York, Gale Cengage, 1er novembre 1994, 709 p. (ISBN 9780810398986, lire en ligne), p. 308-318,
- (en-US) Kenneth Roemer (dir.), Dictionary of Literary Biography : Native American Writers, Detroit, Michigan, Gale Research, 17 mars 1997, 417 p. (ISBN 9780810399389, lire en ligne), p. 112-118. ,
- (en-US) Kathleen M. Donovan, Feminist Readings of Native American Literature : Coming to Voice, Tucson, Arizona, University of Arizona Press, coll. « Book collections on Project MUSE », 1998, 196 p. (ISBN 9780816516322, OCLC 606984909, lire en ligne), p. 140-159,
- (en-US) Janet Witalec (dir.), Native North American Literary Companion, Detroit, Michigan, Visible Ink, 1998, 463 p. (ISBN 9781578590469, lire en ligne), p. 211-219,
- (en-US) Janet Palmer Mullaney, Truthtellers of the Times : Interviews with Contemporary Women Poets, Ann Arbor, Michigan, University of Michigan Press, 1998, 124 p. (ISBN 9780472096800, OCLC 643948370, lire en ligne), p. 39-46,
- (en-US) Harold Bloom, Native American Women Writers, Philadelphie, Chelsea House Publications, 1er février 1998, 126 p. (ISBN 9780791044797, lire en ligne), p. 38-49,
- (en-US) David R. Peck (dir.) et Tracy Irons-Georges (dir.), American Ethnic Writers, vol. 1 : Ai-Adrienne Kennedy, Pasadena, Californie, Salem Press, 2000, 275 p. (ISBN 9781587651809, lire en ligne), p. 195-198,
- (en-US) Thomas Riggs (dir.), Contemporary Poets, Detroit, Michigan, St. James Press, 28 septembre 2000, 1453 p. (ISBN 9781558623491, lire en ligne), p. 481-482,
- (en-US) Joni Adamson, American Indian Literature, Environmental Justice, and Ecocriticism : The Middle Place, University of Arizona Press, 1er janvier 2001, 213 p. (ISBN 9780816517923, lire en ligne), p. 116-127,
- (en-US) Norma Wilson, The Nature of Native American Poetry, Albuquerque, University of New Mexico Press, 2 janvier 2001, 164 p. (ISBN 9780826322586, lire en ligne), p. 108-122,
- (en-US) Clifford Thompson (dir.), Current Biography Yearbook 2001, New York, Hw Wilson Company, 1er février 2002, 661 p. (ISBN 9780824210168, lire en ligne), p. 243-246,
- (en-US) Jay Parini (dir.), American Writers, Supplement XII, New York, Charles Scribner's Sons, 18 novembre 2002, 611 p. (ISBN 9780684312323, lire en ligne), p. 215-234,
- (en-US) Bonnie Juettner, 100 Native Americans Who Changed American History, Milwaukee, Wisconsin, Gareth Stevens Publishing, 1er janvier 2005, 115 p. (ISBN 9780836857702, lire en ligne), p. 104,
- (en-US) Emmanuel S. Nelson, The Greenwood Encyclopedia Of Multiethnic American Literature, vol. 3 : I -- M, Westport, Connecticut, Greenwood Press, 2005, 1043 p. (ISBN 9780313330629, lire en ligne), p. 916-918,
- (en-US) James Treat, Writing the Cross Culture : Native Fiction on the White Man's Religion, Golden, Colorado, Fulcrum Pub, 2006, 228 p. (ISBN 9781555915414, OCLC 62679829, lire en ligne), p. 167-172,
- (en-US) Steven G. Kellman (dir.) et Frank N. Magill (dir.), Magill's Survey of American Literature, vol. 3 : H.D.-Larsen, Pasadena, Californie, Salem Press (réimpr. 2009) (1re éd. 2007), 1453 p. (ISBN 9781587652882, lire en ligne), p. 980-988,
- (en-US) Liz Sonneborn, A to Z of American Indian Women, New York, Facts on File, 20 février 2008, 323 p. (ISBN 9780816066940, lire en ligne), p. 85-87. ,

#### Articles
Les articles de JSTOR, sont librement accessibles à la lecture en ligne jusqu'à la concurrence de 99 articles par mois
- (en-US) Jim Ruppert, « Paula Gunn Allen and Joy Harjo: Closing the Distance between Personal and Mythic Space », American Indian Quarterly, vol. 7, no 1,‎ 1983, p. 27-40 (14 pages) (lire en ligne ),
- (en-US) Helen Jaskoski, « A MELUS Interview: Joy Harjo », MELUS, vol. 16, no 1,‎ printemps 1981, p. 5-13 (9 pages) (lire en ligne ),
- (en-US) John Scarry, « Representing Real Worlds: The Evolving Poetry of Joy Harjo », World Literature Today, vol. 66, no 2,‎ printemps 1992, p. 286-291 (6 pages) (lire en ligne ),
- (en-US) « In Love and War and Music: An Interview with Joy Harjo », The Kenyon Review, New Series, vol. 15, no 3,‎ été 1993, p. 57-66 (10 pages) (lire en ligne ),
- (en-US) Nancy Lang, « "Twin Gods Bending over": Joy Harjo and Poetic Memory », MELUS, vol. 18, no 3,‎ automne 1993, p. 41-49 (9 pages) (lire en ligne ),
- (en-US) Donelle R. Ruwe, « Weaving Stories for Food: An Interview with Joy Harjo », Religion & Literature, vol. 26, no 1,‎ printemps 1994, p. 57-64 (8 pages) (lire en ligne ),
- (en-US) Jenny Goodman, « Politics and the Personal Lyric in the Poetry of Joy Harjo and C. D. Wright », MELUS, vol. 19, no 2,‎ été 1994, p. 35-56 (22 pages) (lire en ligne ),
- (en-US) Mary Leen, « An Art of Saying: Joy Harjo's Poetry and the Survival of Storytelling », American Indian Quarterly, vol. 19, no 1,‎ hiver 1995, p. 1-16 (16 pages) (lire en ligne ),
- (en-US) Kristine Holmes, « "This Woman Can Cross Any Line": Feminist Tricksters in the Works of Nora Naranjo-Morse and Joy Harjo », Studies in American Indian Literatures, Series 2, vol. 7, no 1,‎ printemps 1995, p. 45-63 (19 pages) (lire en ligne ),
- (en-US) Robert Johnson, « Inspired Lines: Reading Joy Harjo's Prose Poems », American Indian Quarterly, vol. 23, nos 3/4,‎ été - automne 1999, p. 13-23 (11 pages) (lire en ligne ),
- (en-US) Janice Gould & Joy Harjo, « An Interview with Joy Harjo », Western American Literature, vol. 35, no 2,‎ été 2000, p. 130-142 (13 pages) (lire en ligne ),
- (en-US) Jennifer Andrews, « In the Belly of a Laughing God: Reading Humor and Irony in the Poetry of Joy Harjo », American Indian Quarterly, vol. 24, no 2,‎ printemps 2000, p. 200-218 (19 pages) (lire en ligne ),
- (en-US) Azfar Hussain, « Joy Harjo and Her Poetics as Praxis: A "Postcolonial" Political Economy of the Body, Land, Labor, and Language », Wicazo Sa Review, vol. 15, no 2,‎ automne 2000, p. 27-61 (35 pages) (lire en ligne ),
- (en-US) Sheila Hassell Hughes, « Falls of Desire / Leaps of Faith: Religious Syncretism in Louise Erdrich's and Joy Harjo's "Mixed-Bood" Poetry », Religion & Literature, vol. 33, no 2,‎ été 2001, p. 59-83 (25 pages) (lire en ligne ),
- (en-US) Eliza Rodriguez y Gibson, « Love, Hunger, and Grace: Loss and Belonging in the Poetry of Lorna Dee Cervantes and Joy Harjo », Legacy, vol. 19, no 1,‎ 2002, p. 106-114 (9 pages) (lire en ligne ),
- (en-US) J. Scott Bryson, « Finding the Way Back: Place and Space in the Ecological Poetry of Joy Harjo », MELUS, vol. 27, no 3,‎ automne 2002, p. 169-196 (28 pages) (lire en ligne ),
- (en-US) Jacqueline Kolosov, « Poetries of Transformation: Joy Harjo and Li-Young Lee », Studies in American Indian Literatures, Series 2, vol. 15, no 2,‎ 2003, p. 39-57 (19 pages) (lire en ligne ),
- (en-US) William Pitt Root, « About Joy Harjo », Ploughshares, vol. 30, no 4,‎ hiver 2004/2005, p. 180-185 (6 pages) (lire en ligne ),
- (en-US) Angelique V. Nixon, « Poem and Tale as Double Helix in Joy Harjo's A Map to the Next World », Studies in American Indian Literatures, Series 2, vol. 18, no 2,‎ printemps 2006, p. 1-21 (21 pages) (lire en ligne ),
- (en-US) « A Brief Conversation with Joy Harjo », World Literature Today, vol. 81, no 6,‎ novembre - décembre 2007, p. 33 (1 page) (lire en ligne ),
- (en-US) Emanuela Jossa, « The Colors of the Earth: Nature and Landscape in the Poetry of Joy Harjo and Humberto Ak' Abal », Journal of the Southwest, vol. 49, no 4,‎ hiver 2007, p. 585-601 (17 pages) (lire en ligne ),
- (en-US) Tracey Watts, « Haunted Memories: Disruptive Ghosts in the Poems of Brenda Marie Osbey and Joy Harjo », The Southern Literary Journal, vol. 46, no 2,‎ printemps 2014, p. 108-127 (20 pages) (lire en ligne )
- (en-US) David Huebert, « The Equine Erotopoetics of Linda Hogan and Joy Harjo », Interdisciplinary Studies in Literature and Environment, vol. 25, no 1,‎ hiver 2018, p. 169-185 (17 pages) (lire en ligne ),
- (fr) Thomas Stélandre, « Joy Harjo :  J’écris pour que les Indiens soient vus comme des êtres humains », Libération,‎ 4 juin 2022, p. 32-33,

#### Essais
- (en-US) Rhonda S Pettit, Joy Harjo, Boise, Idaho, Boise State University, coll. « Boise State University Western Writers Series » (no 133), 1998, 50 p. (ISBN 9780884301325, OCLC 46370867),